# 헌법은 아직인가
"헌법은 아직인가"(憲法はまだか)는 NHK가 일본의 헌법 공포 50주년을 기념하여 1996년 방영한 TV 드라마이다. 일본국 헌법을 제정하기까지 그 초안을 두고 정치인, GHQ 연합국 사령부, 그리고 헌법학자들이 벌였던 막후 흥정을 재현하였다.  전신을 붕대로 감은 인간을 '갓 태어나고 있는 헌법의 상징'으로 등장시키는 등 단순한 역사 드라마 및 정치극의 틀을 넘어서는 혁신적인 연출이 주목받아  방송문화기금상 우수상(1997)을 수상했다. 이후 가도카와 쇼텐(角川書店)에서 소설로 출판되었다.

## 개요
1995년 9월, 중의원 제국헌법개정안 위원 소위원회(통칭 아시다 히토시 소위원회)의 비밀의사록이 50년 만에 공개되어, 이를 계기로 기획하게 되었다. 이듬해인 1996년 일본 헌법 제정 50주년 기념으로 제작되었다. 기획한 NHK 프로듀서 카나자와 코지(金沢宏次)는 일본 헌법 제정을 통해 일본 재건을 위해 당파를 초월해 몰두했던 정치가와 학자들에 의한 드라마틱한 흥정 과정을 재현하고자 했다. 각본은 전후 일본의 바람직한 모습에 질문을 던져온 제임스 미키가 담당했다.
1부 '상징 천황'에서는 헌법문제 담당 대신 마쓰모토 조우지(松本烝治, 쓰가와 마사히코 분)와 공작 고노에 후미마로(近衛文麿, 에모리 토오루 분)의 불화를 중심축으로 하여 총리 시데하라 기주로(幣原喜重郎, 코야마마 시게루 분), 외무장관 요시다 시게루(吉田茂, 스즈키 미즈호 분) 등이 활동하던 모습을 그리고 있다. 2부 '전쟁 방기'는 마쓰모토 위원회에 의해 극비에 부쳐졌던 '헌법문제 조사위원회 시안'을 "마이니치 신문이 1946년 2월 1일에 특종 보도하여, 이에 GHQ가 헌법 초안 제정회의(연합국 사령부를 일시 개편한 조직)로 하여금 정리하게 만든 GHQ 초안에 대해 GHQ 측과 일본 정부 측이 그 번역과 수정, 해석 등을 둘러싸고 응수한 드라마로 구성되어 있다.
저명한 인물을 다루고 있거나, 사진 및 영상이 남아있는 실재 인물을 재현하는 문제로 인해 여러 가지 곤란한 문제에 직면하게 된 NHK 제작진은 약 200명에 달하는 등장인물 배역 선정을 하는 데에만 한달 여를 쓰는 등, 배역이나 등장인물의 복장, 메이크업 등을 재연하기 위해 연구를 거듭하여 제작했다.
NHK 토요 드라마로 방영되어 제 1부는 11월 30일, 제 2부는  12월 7일에 방영되었다.
각본가 제임스 미키는 이 작품의 각본을 탈고한 직후, 마쓰모토 위원회의 시안이나 일본 정부측 움직임에 중점을 둔 이 작품을 보완하기 위해 GHQ측의 움직임에 초점을 맞춘 연극을 착상, 고안하게 되었다. 이렇게 만들어진 희곡 '진주 목걸이'는 GHQ 헌법 초안 제정 회의 멤버로서 헌법 24조를 기안하고 GHQ 초안을 둘러싼 밤샘 미일 교섭에서도 통역으로 활약했던 베아테 시로타 고든에 초점을 맞추고 있다. 제임스 미키가 제작하고, 연출 극단으로는 청년 극장이 참여한 작품으로 1998년에 초연, 전국에서 장기 순회 공연으로 이어졌다. (2005년 11월 기준 최신 공연은 2005년 7월 다카사키(高崎) 공연.) 베아티 시로타 고든 본인도 관람했다. 또, 제임스 미키는 본 드라마와 동명의 장편 소설인 '헌법은 아직인가'를 2002년에 카도가와쇼텐에서 출간하였다.

## 제작진
- 각본 : 제임스 미키
- 프로듀서：카나자와 코지
- 연출 : 시게미쓰 아키히코

## 캐스팅
- 마쓰모토 조우지：쓰가와 마사히코
- 고노에 후미마로：에모리 토오루
- 요시다 시게루：스즈미 미즈호
- 아시다 히토시：사토 케이
- 고노에 미치타카：토네사쿠 토시히데
- 카나모리 토쿠지로：스마케이
- 나라하시 와타루：오카무라 타카오
- 이리에 토시오：키시베 잇토쿠
- 우시바 토모히코：테라이즈미 켄
- 토리오 츠루요：모리구치 요코
- 사토 타츠오：후지타 소큐
- 시라쓰 지로：하세가와 하쓰노리
- 스기모리 코지로：키타무라 소이치로
- 마쓰모토 시게하루：이소베 츠토무
- 고노에 치요코：다카하시 케이코
- Courtney Whitney 준장：레오 멘게티
- Charles Louis Kades 대령：Dennis Falt
- Beate Sirota Gordon：비앙카 알렌
- 카와무라 마타쓰케：야자키 시게루
- 노무라 준지：다키타 유스케
- 다카노 이와사부로：고이즈미 히로시
- 미노베 타츠키치：쿠메 아키라

## 문헌
- 제임스 미키, <헌법은 아직인가>, 카도가와 쇼텐, 2004년 4월, ISBN4 0 4 8 7 3 3 7 4 5

## 같이 보기
동시대 인물을 다룬 NHK 제작 드라마.
- 일본의 전후 :  1977년부터 1978년에 걸쳐 방송한 드라마 다큐멘터리 방송. (총 10화)
- 시라쓰 지로 (TV 드라마): 2009년 방송. (총 3화)
- 전후를 만든 남자 요시다 시게루 : 2012년 방송. (총 5화)